# Marc Houle
Pour les articles homonymes, voir Houlle (homonymie).
Marc Houle est un compositeur et producteur de musique électronique canadien né en 1972 à Windsor (Ontario).
Marc Houle s'est fait connaître avec son premier album, Restore.

## Biographie

### Jeunesse
Houle naît à Windsor (Ontario) en 1972 et y passe son enfance et son adolescence. Élevé dans une famille de musiciens, il commence très tôt à jouer avec des instruments de musique tels que le piano ou la guitare, et reçoit sa première batterie à l'âge de quatre ans. À quatorze ans, il commence l'apprentissage des synthétiseurs avec un Casio comme premier clavier. Pendant dix ans, Marc Houle est le batteur d'un groupe de rock canadien local. En 1991, il achète son premier Roland JX-3P.
Il quitte l'université en 1992 et devient designer graphique en fondant sa propre société de web design, Outputs. Il crée plus tard Redchalk[Quand ?], spécialisée dans le graphisme, l'animation et l'illustration sonore pour des entreprises de  l'industrie automobile des environs de Détroit.

### Débuts musicaux
Attiré par les nouvelles sonorités offertes par la musique électronique, Marc Houle se rend régulièrement aux soirées Warehouse de Détroit,  où les DJs jouent un mélange de house de Chicago et de techno de Détroit. Vers 1997, Marc Houle et son ami Scott Souilliere inaugurent les soirées des jeux vidéo appelées Aventures Atari au club de Richie Hawtin, à Windsor. Il y rencontre alors Magda, qui est à l'époque résidente de l'endroit. Ils deviennent amis et se rendent ensemble aux différentes soirées et festivals qui ont lieu entre Windsor et Détroit. À l'époque, Magda joue en première partie des tournées avec Richie Hawtin, et elle passe à de temps à autre certaines des compositions de Marc Houle. C'est à cette occasion que Richie Hawtin invite Houle sur son label, Minus.

### Minus
Bien que le premier EP de Marc Houle n'ait pas été publié avant 2004, il a constamment produit de la musique à son domicile de Windsor. Il recueillerait différents types de synthés et de nouveaux équipements auprès des prêteurs sur gage de Detroit. Marc Houle aimait faire de la musique new wave, un mélange de techno electro, en tant que grand fan des sonorités des synthés new wave. Pendant ce temps, il a aussi fait de la musique pour jeux vidéo sous le nom de Run Stop Restore, qui a d’ailleurs été inspiré par les touches d'un Commodore 64.

### Items & Things
Marc Houle crée en 2006, avec ses amis Magda et Troy Pierce, le label Items & Things, sous-entité de Minus. Tous trois désireux de voler de leurs propres ailes et de se concentrer sur ce projet, ils quittent officiellement Minus en 2011.

## Style et influences
Marc Houle est profondément inspiré par la techno de Détroit, la Chicago house, la scène de la new wave, ainsi que la première génération jeux vidéo à utiliser des sons électroniques. Il dit souvent de sa musique qu'elle établit un pont entre Chicago et Détroit. Quelques autres de ses influences comprennent Prince, Depeche Mode, Black Sabbath et Iron Maiden.

## Discographie

### Albums
- 2004 : Restore (Minus)
- 2006 : Bay of Figs (Minus)
- 2008 : Sixty-Four (Minus)
- 2010 : Drift (Minus)
- 2012 : Undercover (Items & Things)
- 2014 : Cola Party

### Maxis et singles
- 2007 : Techno Vocals (Minus)
- 2009 : Licking Skin (Minus)
- 2009 : Salamandarin (Minus)
- 2012 : Zorba (WetYourSelf)
- 2012 : Undercover (Items & Things)
- 2013 : Razzamatazz (Items & Things)
- 2013 : Where is Kittin? (Items & Things)
- 2014 : Fusion Pop (Items & Things)